# سان‌وست اوییشن
سان‌وست اوییشن (به انگلیسی: Sunwest Aviation) یک شرکت هواپیمایی است. دفتر مرکزی سان‌وست اوییشن در کلگری، آلبرتا، کانادا واقع شده‌است و قطب این شرکت هواپیمایی در فرودگاه بین‌المللی کالگری قرار دارد.